# Unschuld in tausend Nöten
Unschuld in tausend Nöten ist eine deutsche Filmkomödie aus dem Jahre 1951 von Carl Boese mit Hannelore Schroth und Wolf Albach-Retty in den Hauptrollen.

## Handlung
Eva Born arbeitet als kleine Verkäuferin in dem Modehaus „Regenbogen“. Als eines Tages in diesem Etablissement noch ein Mannequin für die Vorführung neuer Kleidermodelle mit dem neuesten Pariser Chic benötigt wird – es hat sich die bekannte Schauspielerin Lola Rolfs mit ihrem reichen Gönner Direktor Willi Bergmann angesagt –, soll Eva einspringen. Dabei erregt sie die Aufmerksamkeit des wohlhabenden und offensichtlich nicht allzu treuen Bergmann. Dieser steckt ihr eine Visitenkarte zu – versehentlich aber nicht seine eigene, sondern die seines Schwiegersohns in spe, Dr. Singer.
Da der Abteilungsleiter diesen Vorgang bemerkt und die Hauspolitik verlangt, dass die Angestellten nicht mit Kunden anbandeln, nimmt er ihr zunächst die Visitenkarte ab und wirft sie in den Papierkorb. Anschließend entlässt er Eva Born. Diese hält sich dennoch noch am späten Abend an ihrer ehemaligen Arbeitsstätte auf, sucht die Visitenkarte wieder aus dem Papierkorb hervor und wird dabei prompt über Nacht im Modehaus eingeschlossen. Die Gelegenheit nutzend, streift sie daraufhin noch einmal das prachtvolle Abendkleid über, das sie  Lola Rolfs vorgeführt hat. Dabei wird sie beinahe vom Nachtwächter ertappt. Wieder in Freiheit, begibt sie sich zu der auf der Visitenkarte angegebenen Adresse. Dort lernt sie den charmanten und eleganten Dr. Singer kennen. Es kommt zu zahlreichen Verwicklungen und Missverständnissen, und nach einigem Hin und Her verlieben sich die beiden ineinander. Bald steht einer Eheschließung und damit einem Happy End nichts mehr im Wege.

## Produktionsnotizen
Die Dreharbeiten zu Unschuld in tausend Nöten, in Österreich unter dem Titel Das Mädel aus der Konfektion vertrieben, begannen am 19. März 1951 und endeten anderthalb Monate darauf. Die Uraufführung erfolgte am 26. Mai desselben Jahres in Berlins Waldbühne.
Heinz-Joachim Ewert übernahm die Produktionsleitung, Willi A. Herrmann und Heinrich Weidemann gestalteten die Filmbauten. Die Standfotos fertigte Arthur Grimm an. Heinz Orlich zeichnete für den Ton verantwortlich.

## Kritik
Im Lexikon des Internationalen Films urteilte kurz und knapp: „Die Seitensprünge eines Fabrikdirektors geben Anlaß zu bescheidener Situationskomik und etwas Sentimentalität in einem formal wie thematisch sehr bescheidenen Lustspiel.“